# Cabatuan (Iloílo)
Cabatuan es un municipio filipino de segunda clase, perteneciente a la provincia de Iloílo, en las Bisayas Occidentales.

## Geografía
El municipio se encuentra a orillas del río Tigum.

## Historia
El pueblo se fundó en 1732. Hacia mediados del siglo XIX, el lugar tenía contabilizada una población de 16 298 habitantes, repartidos en alrededor de 2716 casas. Aparece descrito en el primer volumen del Diccionario geográfico, estadístico, histórico de las Islas Filipinas (1850) de Manuel Buzeta Núñez y Felipe Bravo con las siguientes palabras:

CABATUAN: pueblo con cura y gobernadorcillo, en la isla de Panay, prov. de Iloilo, de cuya cabecera ó cap. denominante de la prov. dista 3 leg. con corta diferencia, dióc. de Cebú: se halla sit. en un llano algo elevado á la orilla del r. Tigum llamado por algunos Sagalog: disfruta de pintorescas y deliciosas vistas, y el clima es templado y saludable. Fué fundado en 1732, y en el dia cuenta como unas 2,716 casas de sencilla construccion, habiendo algunas de buena fábrica, entre las que se distingue la casa parroquial y la llamada tribunal ó de comunidad; hay escuela de primeras letras dotada de los fondos del comun, é igl. parr. bajo la advocacion de San Nicolás de Tolentino, servida por un cura regular. Confina el term. con los pueblos colaterales de Santa Bárbara, San Miguel, Alimodian y Janiguay, dista el que mas como unas 2 leg. Corre por esta jurisd. el r. arriba mencionado, el cual por su poco fondo en tiempo de sequías, y por su impetuosa corriente en el de lluvias, es innavegable hasta para los pequeños y ligeros pancos: tambien es sumamente espuesto este r. para la pesca por los muchos cocodrilos que en él se crian, por cuya circunstancia, apenas se ejercitan los naturales á este ramo de industria. En su espacioso térm. se encuentran dilatadas vegas, abundantes en plantaciones de arroz, cuyo articulo cosechan en gran cantidad. El terreno es fértil y productivo, cosechando ademas del arroz mencionado, maiz, tabaco, cacao, azúcar, trigo en abundante cantidad, café, pimienta, legumbres y mucha fruta; cultivando ademas el coco del cual sacan aceite para las luces. Las comunicaciones de este pueblo con sus limítrofes, consisten en buenas calzadas transitables en cualquier época del año, y pobladas de casas bien enfiladas, las que presentan conveniencia y seguridad á los transeuntes. Sus naturales se dedican con especialidad al cultivo de la agricultura, que es su principal riqueza; habiendo algunos telares para la elaboracion de telas ordinarias, que sirven al consumo de sus hab. comercio: se esporta arroz en bastante cantidad, aun fuera de la prov., y algunos otros artículos sobrantes al consumo de vecindario. pobl. 16,298 alm., 3,363 trib., que ascienden á 33,630 rs. plata, equivalentes á 85,075 rs. vn.
(Buzeta y Bravo, 1850, pp. 427-428)

En 2020, tenía censados 61 110 habitantes.